# Zoetis
Zoetis est une entreprise pharmaceutique vétérinaire américaine, qui produit des médicaments vétérinaires, et notamment des vaccins. D'après le magazine Challenges, en janvier 2017, elle est l'entreprise n°1 mondial dans son secteur. Elle est spécialisée dans 8 espèces (bovins allaitants et laitiers, porcs, volailles, poissons, chats, chiens et chevaux).  
Elle fait partie des entreprises clientes des fermes à sang sud-américaines, accusées de cruauté envers les animaux.

## Histoire
Zoetis était une filiale de la multinationale américaine Pfizer, jusqu'en 2013, où elle a commencé à introduire en bourse les 83 % de l'entreprise qu'elle possédait pour 2,2 milliards de dollars,.
Le 17 novembre 2014,  Zoetis a annoncé le rachat des actifs vétérinaires des Laboratoires Abbott pour un prix d'achat de 255 millions de dollars. Les portefeuilles d'actifs vétérinaires d'Abbot Animal Health (chirurgie de l'animal) et de Zoetis seraient selon ses dirigeants complémentaires.
En novembre 2015, Zoetis acquiert Pharmaq, une entreprise spécialisée dans la vaccination pour l'aquaculture, pour 765 millions de dollars.
En mai 2018, Zoetis annonce l'acquisition d'Abaxis, entreprise spécialisée dans le diagnostic animal, pour 1,9 milliard de dollars.

## Fermes à sang
Zoetis se fournit en hormones gonadotrophine chorionique équine (ecG) en Amérique du Sud depuis 2015, auprès des fermes à sang de la société Syntex, impliquée pour cruauté envers les animaux,.